# Mitsamiouli
Mitsamiouli (auch: Mitsamihouli) ist Hauptort der Präfektur Mitsamiouli-Mboudé im Norden von Grande Comore, der größten Insel des Archipels der Komoren. 2012 wurde die Bevölkerung auf 7.235 Einwohner geschätzt.

## Geographie
Mitsamiouli ist die am stärksten touristisch entwickelte Region des Landes mit zahlreichen weißen Sandstränden und alten königlichen Palästen aus der Zeit des Sultanats und einer Reihe von Hotels und Touristenunterkünften.

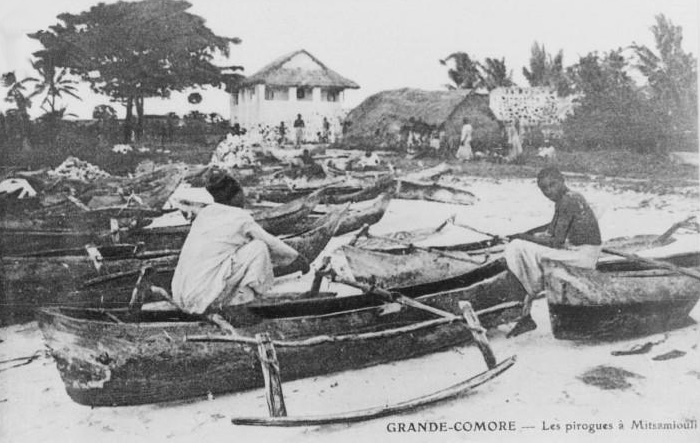
«Les pirogues, à Mitsamiouli» Fotografie vom Anfang des 20. Jahrhunderts.

Die Bevölkerung in Mitsamiouli sind hauptsächlich Bantu und Araber mit einem hohen Anteil an Nachkommen der Französischen Kolonisten (Léon Humblot, Rivière und Toinette).
Im Ort gibt es zwei Fußballvereine: Apache Club de Mitsamiouli (نادي أباتشيس ميتساميولي‎) und Coin Nord de Mitsamiouli und das Stade International Saïd Mohamed Cheikh ist auch für die Austragung internationaler Fußballspiele der Komorischen Fußballnationalmannschaft und von Coin Nord de Mitsamiouli ausgebaut.

## Geschichte
Am 23. November 1996 stürzte der Ethiopian-Airlines-Flug 961 der Ethiopian Airlines nach der Entführung etwa 500 m vom Ufer entfernt beim Galawa Beach Hotel ins Meer. Bei dem Unglück kamen 125 der 175 Insassen ums Leben.

## Persönlichkeiten
- Abdallah Djoueria, die erste Abgeordnete der Unionsversammlung.
- Major Abdourazak Nacerdine, ein hoher Militär. Er starb im Dienst im Zuge der Unruhen bei den Präsidentschaftswahl auf den Komoren 2019
- Saïd Mohamed Cheikh, ehemaliger Präsident der Komoren.

## Klima
Nach dem Köppen-Geiger-System zeichnet sich Mitsamiouli durch ein tropisches Klima mit der Kurzbezeichnung Af aus.